# Anna Maria Nilsson
Anna Maria Nilsson (ur. 13 maja 1983 r. w Östersund) – szwedzka biathlonistka, reprezentantka kraju na Mistrzostwach Świata oraz w zawodach Pucharu Świata. Jej najlepszą dotychczasową pozycją było szóste miejsce w biegu indywidualnym w Pokljuce.
Jej brat – Mattias Nilsson również jest biathlonistą.

## Osiągnięcia

### Zimowe Igrzyska Olimpijskie
| 2010 Vancouver/Whistler (Kanada) | 24. miejsce (IN), 16. miejsce (SP), 47. miejsce (PU), 28. miejsce (MS), 5. miejsce (RL) |

### Mistrzostwa Świata
| 2005 Chanty-Mansyjsk (Rosja)         | 13. miejsce (RM)                                                                        |
| 2007 Anterselva (Włochy)             | 21. miejsce (IN)                                                                        |
| 2008 Östersund (Szwecja)             | 27. miejsce (IN), 28. miejsce (SP), 34. miejsce (PU), 8. miejsce (RL)                   |
| 2009 P'yŏngch'ang (Korea Południowa) | 70. miejsce (IN), 49. miejsce (SP), 43. miejsce (PU), 5. miejsce (RL)                   |
| 2011 Chanty-Mansyjsk (Rosja)         | 39. miejsce (IN), 12. miejsce (SP), 25. miejsce (PU), 26. miejsce (MS), 6. miejsce (RL) |

### Puchar Świata

#### Miejsca w klasyfikacji generalnej
| Sezon     | Miejsce |
| --------- | ------- |
| 2006/2007 | 68.     |
| 2007/2008 | 34.     |
| 2008/2009 | 59.     |
| 2009/2010 | 48.     |
| 2010/2011 | 33.     |
| 2011/2012 | 31.     |

#### Miejsca na podium w zawodach chronologicznie
| Lp. | Dzień     | Rok  | Miejscowość | Konkurencja                | Lokata | Pudła         | Czas biegu | Strata      | Zwycięzca        |
| --- | --------- | ---- | ----------- | -------------------------- | ------ | ------------- | ---------- | ----------- | ---------------- |
| 1.  | 1 grudnia | 2011 | Östersund   | Bieg indywidualny na 15 km | 2.     | 48 min. 24.1s | 1+0+0+0    | +1:08.5 min | Darja Domraczawa |